# Вонс Ігор Васильович
Ігор Васильович Вонс (нар. 15 квітня 1987, с. Озерна, УРСР) — український футболіст, півзахисник.

## Життєпис
Ігор Вонс народився 15 квітня 1987 року в Озерній Зборівського району Тернопільської області. Перший тренер — Петро Ярославович Старовський. У ДЮФЛУ виступав у складі «Тернопіля» (2001—2002) та луцькій «Волині» (2002—2004). Першим професіональним клубом стала саме «Волинь», у футболці якої Ігор виступав у сезоні 2004/05 років, але пробитися до основного складу команди йому так і не вдалося. Не став він й основним гравцем луцької команди в молодіжній першості, оскільки зіграв у цьому турнірі лише 8 матчів. По завершенні сезону залишив клуб й виступав на аматорському рівні.
У 2007 році перейшов до бурштинського «Енергетика», який виступав у першій лізі чемпіонату України. Дебютував на професіональному рівні 20 березня 2007 року в переможному (2:0) домашньому поєдинку 22-го туру першої ліги чемпіонату України проти івано-франківського «Спартака». Вонс вийшов на поле на 87-й хвилині, замінивши Ярослава Гутнікевича. Загалом у футболці «Енергетика» зіграв 8 матчів. З 2007 року виступав за мініфутбольний тернопільський клуб «ТНЕУ» та аматорські футбольні клуби.
У 2010 році приєднався до іншої тернопільської команди, «Нива». У футболці «Ниви» дебютував 3 квітня 2010 року в програному (0:4) виїзному поєдинку 21-го туру першої ліги чемпіонату України проти чернігівської «Десни». Ігор вийшов на поле в стартовому складі, але вже на 45-й хвилині його замінив Віталій Міщишин. Дебютним голом на професіональному рівні відзначився вже наступного туру, 7 квітня 2010 року на 10-й хвилині нічийного (2:2) домашнього поєдинку першої ліги чемпіонату України проти бурштинського «Енергетика». Ігор вийшов на поле в стартовому складі та відіграв увесь поєдинок, а на 44-й хвилині отримав жовту карту. Протягом свого перебування в «Ниві» зіграв 13 матчів та відзначився 1 голом. В 2010 році знову повернувся до виступів на аматорському рівні, в цей період найвідомішим з цих клубів був червоноградський «Шахтар».
З 2011 по 2013 роки виступав у польських  клубах нижчої ліги: «ЛЗС Пьотровка», «Полонія 1912», «Вда» (Свеце) та «Сокол» (Клечев). У 2014 році повернувся в Україну, де продовжив виступати в маловідомих аматорських футбольних клубах.
У 2016 році повернувся до складу ФК «Тернопіль». У футболці городян дебютував 24 липня 2016 року в програному (1:4) домашньому поєдинку 1-го туру першої ліги чемпіонату України проти харківського «Геліоса». Вонс вийшов на поле в стартовому складі та відіграв увесь поєдинок. Дебютним голом за ФК «Тернопіль» відзначився 1 жовтня 2016 року на 4-й хвилині програного (1:3) виїзного поєдинку першої ліги чемпіонату України проти ФК «Полтави». Ігор вийшов на поле в стартовому складі та відіграв увесь поєдинок, при чому на 76-й хвилині він не реалізував пенальті, а на 87-й хвилині отримав жовту картку. Наразі в чемпіонаті України зіграв 16 матчів та відзначився 1 голом.